# Communauté de communes Lyon Saint Exupéry en Dauphiné
Die Communauté de communes Lyon Saint Exupéry en Dauphiné (offizielle Schreibweise: Communauté de communes Lyon-Saint-Exupéry en Dauphiné) ist ein französischer Gemeindeverband mit Rechtsform einer Communauté de communes im Département Isère, dessen Verwaltungssitz sich in dem Ort Charvieu-Chavagneux befindet. Er liegt im Nordwestzipfel des Départements Isère auf der linken Seite der Rhone, die über viele Kilometer die Départementgrenze bildet. Der Namensteil en Dauphiné bezieht sich auf die historische Provinz Dauphiné, die von Lyon aus gesehen hinter den Gemeinden des Verbands begann. Der andere Namensteil bezeichnet den in direkter Nachbarschaft gelegenen Flughafen Lyon Saint-Exupéry.
Der Gemeindeverband besteht aus sechs Gemeinden auf einer Fläche von 61,5 km2. Präsident des Gemeindeverbandes ist Gérard Dezempte.

## Aufgaben
Zu den vorgeschriebenen Kompetenzen gehören die Entwicklung und Förderung wirtschaftlicher Aktivitäten und die Raumplanung auf Basis eines Schéma de Cohérence Territoriale. Der Gemeindeverband ist außerdem in Umweltbelangen zuständig (Luftreinhaltung, Lärmreduzierung, Wasserqualität).

## Historische Entwicklung
Der Gemeindeverband wurde Ende 1993 gegründet. Bis zum 1. Januar 2014 hieß er Communauté de communes Porte Dauphinoise de Lyon Satolas, genannt nach dem bis Juni 2000 gültigen Namen Lyon-Satolas für den Flughafen. Danach folgte die Bezeichnung Communauté de communes Porte Dauphinoise de Lyon Saint-Exupéry. Mit Wirkung vom 1. Januar 2017 wurde der Gemeindeverband auf die aktuelle Bezeichnung neuerlich umbenannt und der Verwaltungssitz von Pont-de-Chéruy nach Charvieu-Chavagneux verlegt.

## Mitgliedsgemeinden
Folgende sechs Gemeinden gehören der Communauté de communes Porte Dauphinoise de Lyon Saint-Exupéry an:
| Gemeinde                                              | Einwohner 1. Januar 2022 | Fläche km² | Dichte Einw./km² | Code INSEE | Postleitzahl |
| ----------------------------------------------------- | ------------------------ | ---------- | ---------------- | ---------- | ------------ |
| Anthon                                                | 1.137                    | 8,82       | 129              | 38011      | 38280        |
| Charvieu-Chavagneux                                   | 10.459                   | 8,65       | 1.209            | 38085      | 38230        |
| Chavanoz                                              | 5.090                    | 8,24       | 618              | 38097      | 38230        |
| Janneyrias                                            | 1.911                    | 10,52      | 182              | 38197      | 38280        |
| Pont-de-Chéruy                                        | 6.107                    | 2,51       | 2.433            | 38316      | 38230        |
| Villette-d’Anthon                                     | 5.240                    | 22,80      | 230              | 38557      | 38280        |
| Communauté de communes Lyon Saint Exupéry en Dauphiné | 29.944                   | 61,54      | 487              | –          | –            |